# 奈季兰省
奈季蘭省（阿拉伯语：‎）是沙特阿拉伯南部的一個省，南鄰也門。該省有40萬人口信仰什葉派的伊斯玛仪派。